# Leptomenoides mackayensis
Leptomenoides mackayensis är en stekelart som beskrevs av Giordani Soika 1961. Leptomenoides mackayensis ingår i släktet Leptomenoides och familjen Eumenidae. Inga underarter finns listade i Catalogue of Life.